# Mocsári tücsök
A mocsári tücsök (Pteronemobius heydenii) a Trigonidiidae családba tartozó, Eurázsiában és Afrikában honos rovarfaj.

## Megjelenése
A mocsári tücsök testhossza a hím esetében 5-6 mm, a nőstény 5-7 mm, ehhez járul még a 2-3 mm-es tojócső. Alapszíne sötétbarna vagy fekete, de előfordulnak némileg világosabb árnyalatú példányok is. A fejen és a lábakon valamivel halványabb, barna foltok lehetnek. A torpajzsból hosszú szőrök állnak ki ritkásan, főleg az elülső szélénél. A hátsó lábszár külső oldalán négy tüske található. A nőstény szárnyai nagyjából a potroh kétharmadát, a hím esetében majdnem az egész potrohot takarják. A nőstény tojócsöve viszonylag rövid, egyenes, a vége kissé megvastagodott és némileg felívelhet, finoman fogazott. 
Éneke kellemes, magas cirpelés, mely 1-4 másodpercig tart és a vége felé erősödik. Két cirpelés között 1-2 másodperc szünetet tart. Nappal és éjjel is énekel.  

### Hasonló fajok
Az erdei tücsökkel lehet összetéveszteni.

## Elterjedése
Eurázsiában és Afrikában honos az Ibériai-félszigettől egészen Kínáig és Malajziáig, Afrikában Madagaszkáron is megtalálható. Európai alfaja, a Pteronemobius heydenii heydenii Spanyolországtól Franciaországon, Olaszországon, Dél-Németországon és Kelet-Európán keresztül egészen a Fekete-tengerig megtalálható. Elterjedésének északi határa nagyjából Észak-Franciaországban és Németország Baden-Württemberg tartományán át húzódik. Magyarországon nem gyakori. 

## Életmódja
A viszonylag meleg vizes élőhelyek, tó- és folyópartok, mocsarak, láprétek lakója. Az dús, többszintű vegetációval rendelkező élőhelyeket kedveli, ahol nedvesebb egy szárazabb régiókat egyaránt talál. Jellemzően vele együtt fordul elő a kis kúpfejűszöcske, a nagy kúpfejűszöcske és a tundrasáska. 
Kifejlett példányaival május elejétől augusztus végéig lehet találkozni (leggyakrabban június-júliusban). A nőstény a nedves talajba rakja petéit, amelyekből kb. két héttel később kelnek ki a lárvák. A lárvák kilenc fejlődési stádiumon mennek át és közben a talajban telelnek át.  

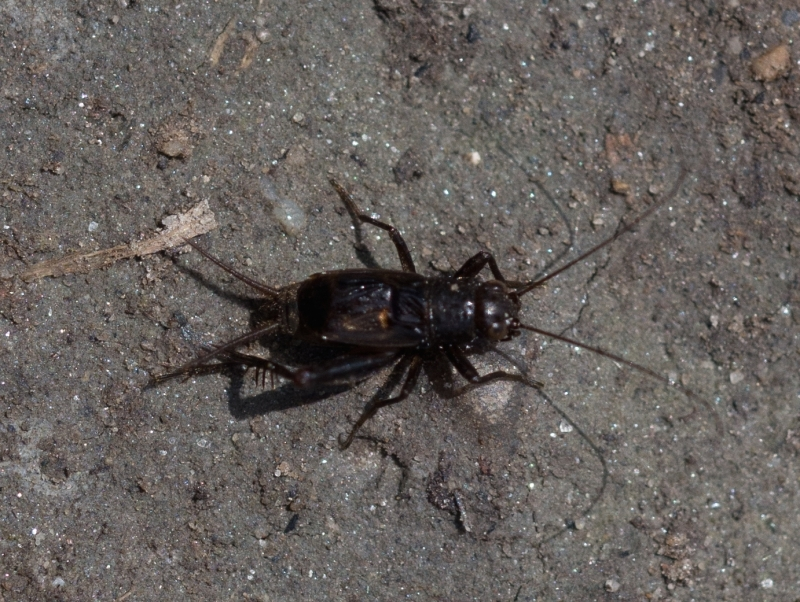
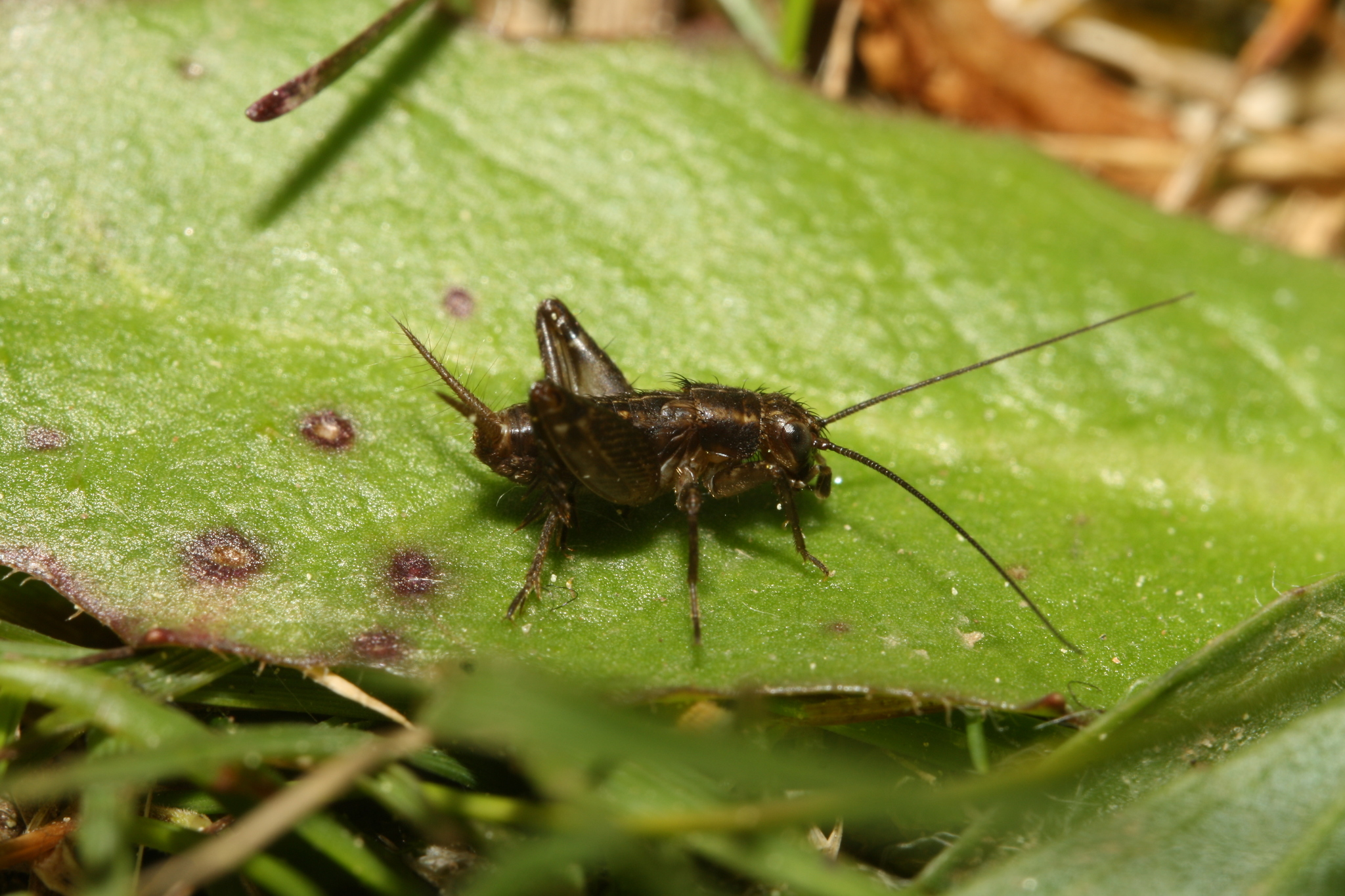
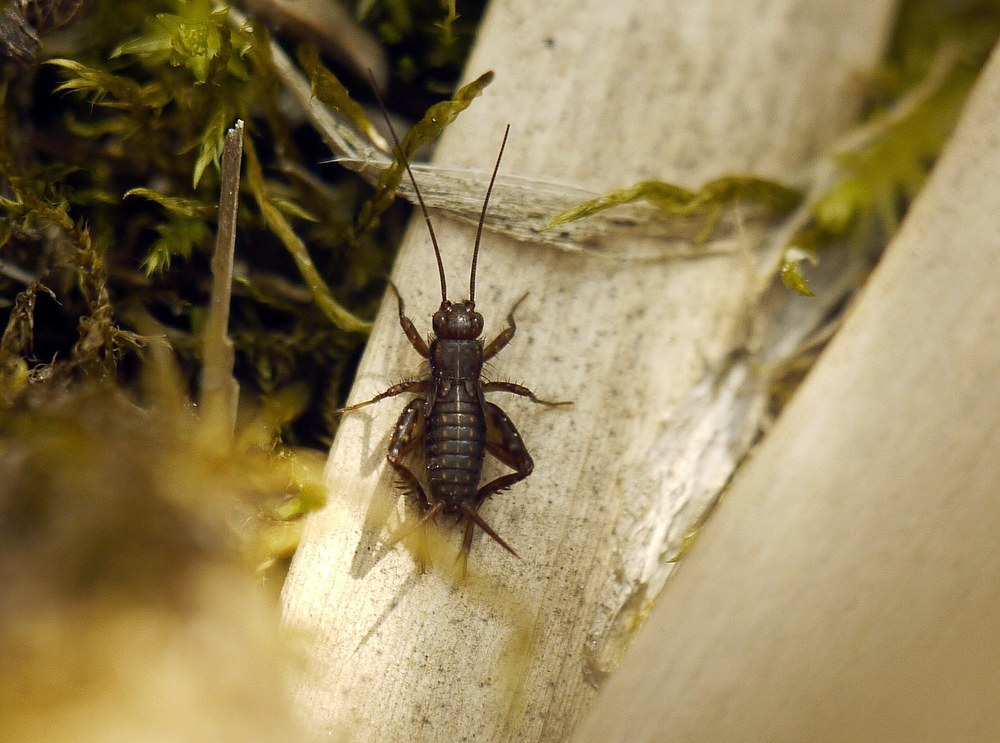

Magyarországon nem védett.